# Mariusz Wlazły
Mariusz Wlazły (* 4. August 1983 in Wieluń) ist ein polnischer Volleyballspieler.
Mariusz Wlazły spielt als Diagonalangreifer für Skra Bełchatów und das polnische  Männer-Volleyball-Team. Er war ein Mitglied der polnischen Mannschaft, die die Junioren-WM im Jahr 2003 gewonnen hatte. Er debütierte in der ersten Nationalmannschaft während der Sommersaison 2004, und in der Volleyball-Weltliga 2005 war er schon einer der wichtigsten Akteure in der Nationalmannschaft. Im Jahr 2006 gewann er mit Polen den zweiten Platz bei der Volleyball-Weltmeisterschaft in Japan. Während dieses Turniers wurde er zum Most Valuable Player Award nominiert und wurde Zweiter hinter dem brasilianischen Star Giba.
Im Juni 2006 heiratete Mariusz Wlazły Paulina Drewicz. Im Januar 2009 wurde ihr erstes Kind, Sohn Arkadiusz, geboren.
Im Juli 2008 wurde Mariusz Wlazły Botschafter der Aktion des Fonds Dr. Clown, der krebserkrankten Kindern hilft.
Durch eine Verletzung konnte er bei der Volleyball-Europameisterschaft der Männer 2009 in der Türkei, wo Polen den Titel gewann, nicht teilnehmen. 2014 wurde er mit der polnischen Mannschaft Weltmeister. Im April 2015 wurde er von der zentralen Dachorganisation der Sportverbände, Sportaccord, zum Weltsportler des Jahres 2014 gewählt.

## Vereine
- WKS Wieluń
- SPS Zduńska-Wola
- Skra Bełchatów

## Karriere
- 2003  Junioren-Weltmeisterschaft
- 2005 4. Platz in der World League
- 2006  2. Platz bei der Volleyball-Weltmeisterschaft in Japan
- 2007 4. Platz in der World League in Katowice
- 2008 5. Platz in der World League
- 2008 Viertelfinale bei den Olympischen Spielen in Peking
- 2014 Weltmeister

## Club Erfolge
- 2005 polnischer Pokal mit Skra Bełchatów
- 2005  polnische Meisterschaft mit Skra Bełchatów
- 2006 polnischer Pokal mit Skra Bełchatów
- 2006  polnische Meisterschaft mit Skra Bełchatów
- 2007 polnischer Pokal mit Skra Bełchatów
- 2007  polnische Meisterschaft mit Skra Bełchatów
- 2008  3. Platz in der Champions League mit  Skra Bełchatów
- 2008  polnische Meisterschaft mit Skra Bełchatów
- 2009 polnischer Pokal mit Skra Bełchatów
- 2009  polnische Meisterschaft mit Skra Bełchatów
- 2009  2. Platz bei der Volleyball-Klub-Weltmeisterschaft der Männer 2009
- 2010  3. Platz in der Champions League mit  Skra Bełchatów
- 2010  polnische Meisterschaft mit Skra Bełchatów
- 2010  2. Platz bei der Volleyball-Klub-Weltmeisterschaft der Männer 2010

## Individuelle Prämien
- 2005 Bester polnischer Angreifer
- 2005 Bester polnischer Spieler
- 2006 Bester Spieler in der Polnischen Volleyball-Liga
- 2006 gewählt zu den besten drei Spielern bei der Volleyball-Weltmeisterschaft in Japan
- 2006  Goldenes Verdienstkreuz.
- 2006 Gewählte durch den Minister für Sport als Sportler des Jahres, neben Otylia Jędrzejczak, Katarzyna Rogowiec und Marta Dziadura
- 2007 Bester polnischer Angreifer
- 2007 Bester polnischer Spieler
- 2007 Bester Spieler der CEV Champions League (Golden Ball CEV)
- 2008 Bester Angreifer der CEV Champions League
- 2008 Bester Spieler in der Polnischen Volleyball-Liga
- 2008 Bester Angreifer des VI Memoriał Huberta Jerzego Wagnera Polen
- 2008 Bester Server des VI Memoriał Huberta Jerzego Wagnera Polen
- 2008 Most Valuable Player des VI Memoriał Huberta Jerzego Wagnera Polen